# Gomphrena tomentosa
Gomphrena tomentosa là loài thực vật có hoa thuộc họ Dền. Loài này được (Griseb.) R.E.Fr. mô tả khoa học đầu tiên năm 1920.